# Haus „zum Kölnischen Hof“

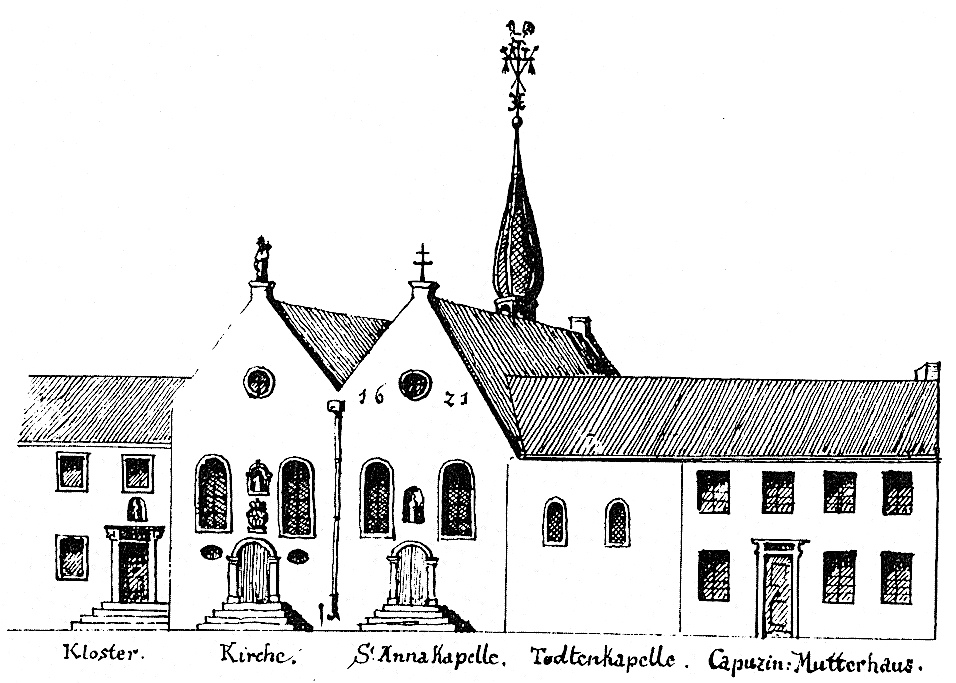
Kapuzinerkloster an der Ecke Flinger- und Mittelstraße

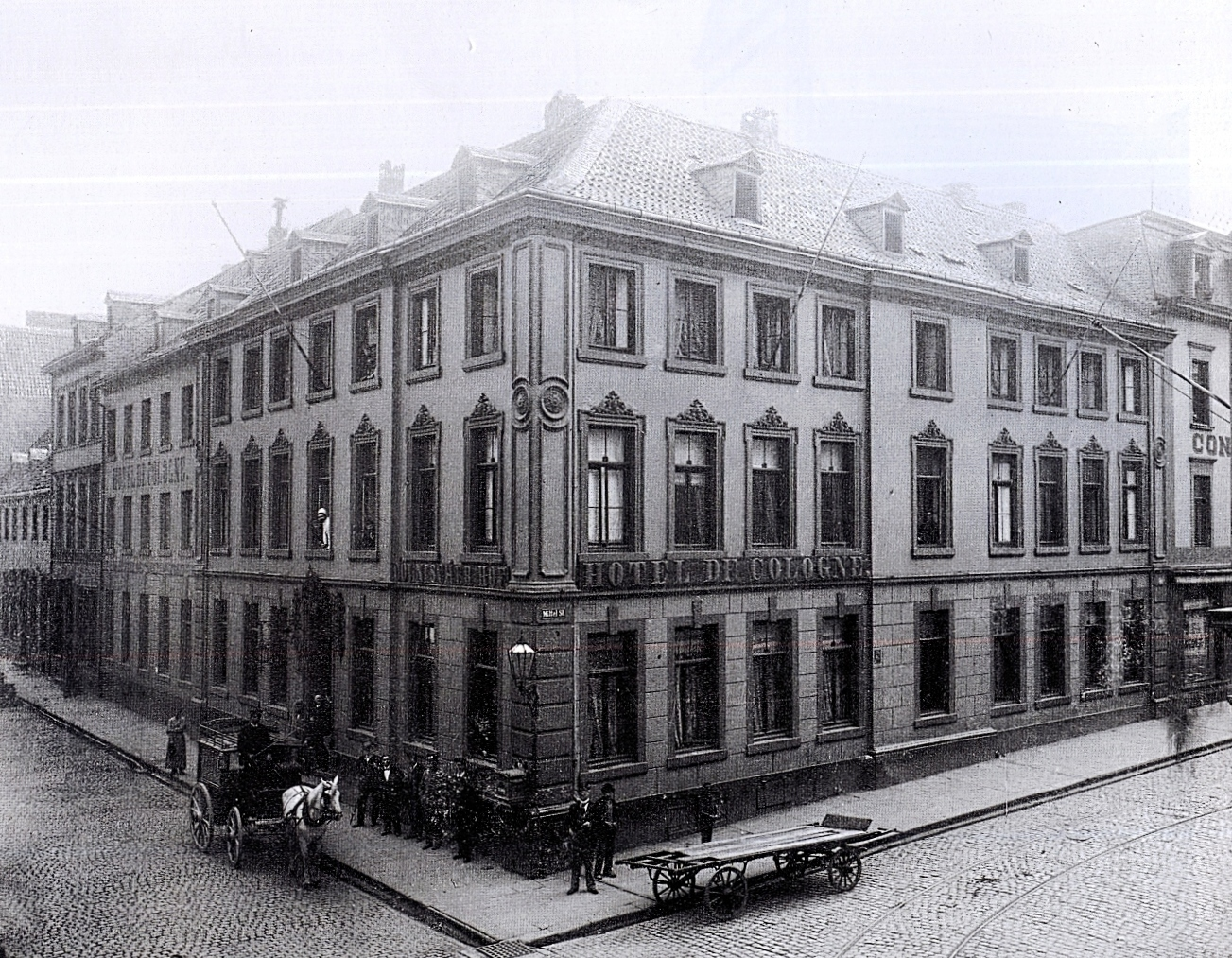
Flinger Straße 23, Ecke Mittelstraße, Gasthof „zum Kölnischen Hof“ bzw. „Hotel du Cologne“

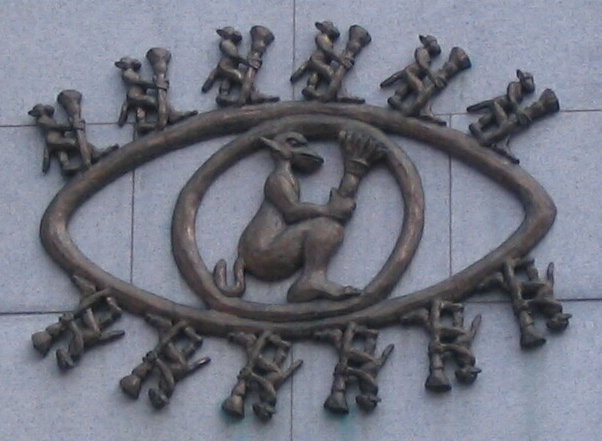
Relief von Kunstprofessor Jörg Immendorff am Geschäftshaus Nr. 23–25 (2010)

Das Haus „zum Kölnischen Hof“ stand an der Flinger Straße 23 in Düsseldorf. Anstelle des Hauses stand ursprünglich die Klosterkirche der Kapuziner, die 1624 geweiht und 1803 säkularisiert wurde. Ab 1807 begann der Hotelbetrieb in dem neu entstandenen Eckhaus unter dem Namen „zum pfälzischen Hof“, ab 1829 hieß es „Kölnischer Hof“ oder „Hotel de Cologne“. Die naheliegende Kapuzinergasse erinnert an das Kapuzinerkloster.

## Geschichte
Seit dem Jahr 1617 sind die Kapuziner in Düsseldorf belegt. 1651 erhielten die Kapuziner vom Herzog Hilfe, als ihnen wegen einer Überschwemmung und Kälte die Nahrungsmittel ausgingen:

„1651 war wegen grosser Ueberschwemmung und bitterer Kälte grosse Noth und Elend fast durch die ganze Stadt und die bedrängten Kapuziner wurden mehrere male vom (herzoglichen) Hofe aus mit nöthiger Nahrung getröstet.“

Die Kapuziner wurden jedoch für ihren Einsatz bei der Pest bekannt. So berichten Ferber und Weidenhaupt über deren Engagement. Wolfgang Wilhelm finanzierte deswegen den Kirchenneubau, die Eheleute Pistorius ließen für zwei Kapuziner einen Grabstein am Turm der Lambertuskirche errichten.

„Ihr selbstloser Einsatz bei Pestepidemien dürfte dazu beitragen die anfängliche Abneigung Wolfgang Wilhelms gegen ihre Niederlassung in Düsseldorf […] in Wohlwollen zu verwandeln; es äußerte sich in finanzieller Unterstützung für ihren Kirchenbau […]“

„Hingegen da 1666 die leidige Pest durch die ganze Pest durch die ganze Stadt ansteckte und viele hinwegraffte, waren die Kapuziner unermüdet, denen Press- und Pesthaften beizustehen un den Katholischen die letzten h.h. Sacramente auszutheilen. P. Wilibaldus von Bonn und P. Philippus von Wassenberg widmeten sich aus wahrer Christenliebe zum leiblichen Dienste der Kranken, warteten selbigen etliche Monate lang mit aller Liebe und Dienstfertigkeit auf, bis sie endliche selbst der leidigen Seuche zum Opfer fielen. Deren Denkmal annoch bei hiesiger Stiftskirchen zur Seite des Thurmes, wo sie begraben wurden, auf jenem Grabstein zu lesen, den ihnen um die Nachwelt von diesem Liebeswerk zu belehren, die gottseligen Eheleute Heinrich Pistorius beider Rechte Doctor und dessen Frau Barbara Geissen aufrichten liessen.“

Herzog Wolfgang Wilhelm legte zu dem Sakralbau am 29. Juni 1621 den Grundstein. Am 25. Februar 1624 wurde die Klosterkirche durch den Weihbischof Otto Gereon von Köln der hl. Maria Magdalena geweiht. Bei der Versteigerung der Klosterkirche erhielten die Eheleute Posthalter Georg Lejeune und Cäcilie Latz den Zuschlag. Ab 1807 begann der Hotelbetrieb in dem neu entstandenen Eckhaus unter dem Namen „zum pfälzischen Hof“, ab 1829 hieß es „Kölnischer Hof“ oder „Hotel de Cologne“ und wurde von Margareta Schopen, der Witwe des Gastwirts Gottfried Juppen, aus „dem schwarzen Horn“ betrieben. Sie heiratete am 10. Februar 1829 den Hauptmann Johann Peter Pithan aus Kaiserswerth, der den Gasthof führte. 1836 war Carl Domhart dort Gastwirt, später Juppen, Eduard Lorch, Kramer, Loser und schließlich Zwarg.
Die Häuser Nr. 25, 27, 29 und 31 waren früher Klostergebäude. 1803 wurden die Klostergebäude zusammen mit der Klosterkirche aufgegeben. Im Haus Nr. 25 war eine Apotheke beheimatet, 1817 erwarb es der Apotheker C. Kahler, danach der Apotheker van Baerle. 1890 wurde es Teil des „Kölnischen Hofes“.
Haus Nr. 27 führte der Conditor Abraham Knevels ein Geschäft, wo 1836 „Bremer Pfannkuchen, Strassburger Leberklös, Stockfisch-Pasteten, Neuenaugen“ zu kaufen waren.
Die Häuser 29 und 31, die letzten Häuser des Klostergutes, wurden 1806 von Johann Peter Münchs an Joseph Heymann aus Goch verkauft. 1890 waren beide Häuser im Besitz der Familie Heymann. Der Gebäudekomplex wurde im Zweiten Weltkrieg zerstört. An dem Geschäftshaus Flinger Straße Nr. 23–25 befindet sich heute ein Relief von Kunstprofessor Jörg Immendorff, „Das begehbare Auge“.